# Кенесов, Арман Серикович
Арма́н Се́рикович Кене́сов (каз. Арман Серікұлы Кеңесов; род. 4 сентября 2000, Павлодар) — казахстанский футболист, полузащитник клуба «Астана», выступающий на правах аренды за павлодарский «Иртыш».

## Биография
Воспитанник павлодарского «Иртыша». В 2018 году дебютировал за её основу в казахстанской Премьер-Лиге. В 2020 году после банкротства «Иртыша» стал свободным агентом. Летом Кенесов заключил трехлетний контракт с российским «СКА-Хабаровском». За дальневосточную команду дебютировал 8 августа во втором туре первенства ФНЛ в гостевом поединке против ивановского «Текстильщика». В нём хабаровчане потерпели поражение со счетом 0:1. На 81-й минуте он вышел на замену вместо Даниила Иванкова.
Выступал за «Кайсар» на правах аренды, после ухода из «СКА Хабаровска» был игроком «Актобе». В январе 2025 года перешёл в «Астану», а в июне отправился в аренду в «Иртыш» до конца сезона.

## Сборная
Арман Кенесов вызывался в различные юношеские сборный страны. В 2019 году он дебютировал за молодежную сборную Казахстана. Действующий игрок национальной сборной Казахстана.

## Достижения
«Актобе»
- Серебряный призёр Чемпионата Казахстана: 2022
- Бронзовый призёр Чемпионата Казахстана (2): 2023, 2024
- Обладатель кубка Казахстана: 2024

## Статистика выступлений

### Клубная карьера
| Клуб             | Сезон            | Лига | Лига | Кубки | Кубки | Еврокубки | Еврокубки | Итого | Итого |
| Клуб             | Сезон            | Игры | Голы | Игры  | Голы  | Игры      | Голы      | Игры  | Голы  |
| ---------------- | ---------------- | ---- | ---- | ----- | ----- | --------- | --------- | ----- | ----- |
| Иртыш            | 2018             | 2    | 0    | 0     | 0     | 0         | 0         | 2     | 0     |
| Иртыш            | 2019             | 12   | 1    | 0     | 0     | —         | —         | 12    | 1     |
| Иртыш            | 2020             | 2    | 0    | —     | —     | —         | —         | 2     | 0     |
| Иртыш            | Итого            | 16   | 1    | 0     | 0     | 0         | 0         | 16    | 1     |
| → Иртыш М        | 2016             | 5    | 0    | —     | —     | —         | —         | 5     | 0     |
| → Иртыш М        | 2017             | 23   | 0    | —     | —     | —         | —         | 23    | 0     |
| → Иртыш М        | 2018             | 20   | 6    | —     | —     | —         | —         | 20    | 6     |
| → Иртыш М        | 2019             | 10   | 3    | —     | —     | —         | —         | 10    | 3     |
| → Иртыш М        | Итого            | 58   | 9    | —     | —     | —         | —         | 58    | 9     |
| СКА-Хабаровск    | 2020/21          | 16   | 0    | 2     | 0     | —         | —         | 18    | 0     |
| СКА-Хабаровск    | Итого            | 16   | 0    | 2     | 0     | —         | —         | 18    | 0     |
| → Кайсар         | 2021             | 25   | 3    | 8     | 1     | —         | —         | 33    | 4     |
| → Кайсар         | Итого            | 25   | 3    | 8     | 1     | —         | —         | 33    | 4     |
| Актобе           | 2022             | 20   | 1    | 6     | 1     | —         | —         | 26    | 2     |
| Актобе           | 2023             | 23   | 6    | 2     | 0     | 1         | 0         | 26    | 6     |
| Актобе           | 2024             | 20   | 3    | 7     | 0     | 2         | 0         | 29    | 3     |
| Актобе           | Итого            | 63   | 10   | 15    | 1     | 3         | 0         | 81    | 11    |
| → Актобе М       | 2022             | 1    | 2    | —     | —     | —         | —         | 1     | 2     |
| → Актобе М       | Итого            | 1    | 2    | —     | —     | —         | —         | 1     | 2     |
| Всего за карьеру | Всего за карьеру | 179  | 25   | 25    | 2     | 3         | 0         | 207   | 27    |

### Выступления за сборную
| Сборная   | Год   | Отборочные матчи ЧМ | Отборочные матчи ЧМ | Отборочные матчи ЧЕ | Отборочные матчи ЧЕ | Лига наций УЕФА | Лига наций УЕФА | Товарищеские матчи | Товарищеские матчи | Итого | Итого |
| Сборная   | Год   | Игры                | Голы                | Игры                | Голы                | Игры            | Голы            | Игры               | Голы               | Игры  | Голы  |
| --------- | ----- | ------------------- | ------------------- | ------------------- | ------------------- | --------------- | --------------- | ------------------ | ------------------ | ----- | ----- |
| Казахстан | 2023  | −                   | −                   | 3                   | 0                   | −               | −               | −                  | −                  | 3     | 0     |
| Казахстан | 2024  | −                   | −                   | −                   | −                   | −               | −               | 1                  | 0                  | 1     | 0     |
| Итого     | Итого | −                   | −                   | 3                   | 0                   | −               | −               | 1                  | 0                  | 4     | 0     |